# Round Island-boa
De Round Island-boa (Casarea dussumieri) is een slang uit de familie Round Island-boa’s (Bolyeriidae).

## Naam en indeling
De wetenschappelijke naam Casarea dussumieri werd in 1837 gepubliceerd door Hermann Schlegel. De soortaanduiding dussumieri is een eerbetoon aan de Franse verzamelaar Jean-Jacques Dussumier (1792-1883).
De Round Island-boa is de enige soort uit het monotypische geslacht Casarea en een van de twee soorten uit de familie Round Island-boa’s (Bolyeriidae). De soort behoorde lange tijd tot het geslacht Boa en later tot het niet meer erkende Leptoboa, waardoor de verouderde wetenschappelijke naam in de literatuur wordt gebruikt.

## Uiterlijke kenmerken
Deze slang heeft een slank lichaam met een kleine kop. De rug is donkergrijs met kleine, gekielde schubben. In veel talen is de boa hiernaar vernoemd, zoals het Duitse kielschuppenboa en het Engelse keel-scaled boa. De lichaamslengte bedraagt 100 tot 150 centimeter.

## Levenswijze
Het voedsel van deze terrestrische slang bestaat uit hagedissen, die hij vangt door in rotsspleten te kruipen.
De slang is eierleggend, waarmee hij afwijkt van de echte boa's, die eierlevendbarend zijn. De eieren worden gelegd in spleten, die opgevuld zijn met strooisel.

## Verspreiding en habitat
De soort komt endemisch voor op Round Island. Round Island is een onbewoond eiland dat deel uitmaakt van de Mascarenen, de eilandengroep in de Indische Oceaan waartoe ook Mauritius behoort, ongeveer 850 km ten oosten van Madagaskar.
De habitat bestaat uit droge tropische en subtropische bossen, tropische en subtropische scrublands en langs kliffen en rotsige kusten. De soort is aangetroffen van zeeniveau tot op een hoogte van ongeveer 280 meter boven zeeniveau.

### Beschermingsstatus
Door de internationale natuurbeschermingsorganisatie IUCN is de beschermingsstatus 'kwetsbaar' toegewezen (Vulnerable of VU).